# Sandrine Josso
Sandrine Josso   (Guérande, 19 de setembre de 1975) és una política francesa que exerceix com a membre de l'Assemblea Nacional francesa d'ençà les eleccions de 2017, representant el departament del Loira Atlàntic.
Al parlament, Josso va formar part de la Comissió de Desenvolupament Social i Ordenació del Territori del 2017 fins al 2019 abans de passar a la Comissió d'Afers Culturals i Educació.
Del 2017 fins al 2019, Josso va ser membre de La République En Marche! (LREM) tot formant part del seu grup parlamentari. Va deixar el grup LREM i es va incorporar al grup Llibertats i Territoris el 2019. Va ser una de les persones fundadores de The New Democrats (LND) el 2020. El mateix any va canviar al grup parlamentari del MoDem i independents.